# Idioma sanhaya de Srair
El sanhaya de Srair (fr: Sanhadja de Sraïr) es una lengua bereber septentrional que hablan los Sanhaya de Srair, una cabila bereber que vive en la parte sur del Rif marroquí, en la Provincia de Alhucemas. A pesar de su área lingüística, el sanhaya de Srair pertenece a la misma rama que las lenguas bereberes del Atlas, aunque también está influenciado por el idioma rifeño. La Unesco considera que el sanhaya de Srair se encuentra en una situación crítica. Tiene una fuerte variación dialectal interna; el habla de Ketama se considera bastante diferente y solo se habla en cuatro pueblos: Aït Ahmed, Aït Aïssa, Majzen y Asmar. El sanhaya de Srair varía según las diferentes tribus bereberes que hablan esta lengua.